# 1983 en mathématiques
| Années des mathématiques : 1980 - 1981 - 1982 - 1983 - 1984 - 1985 - 1986    |
| Décennies des mathématiques : 1950 - 1960 - 1970 - 1980 - 1990 - 2000 - 2010 |

Cet article présente les faits marquants de l'année 1983 en mathématiques.

## Naissances
- 12 avril : Thomas Willwacher, mathématicien et physicien allemand.
- 9 juin : June Huh, mathématicien américano-sud-coréen.
- 28 novembre : Pamela E. Harris, mathématicienne américano-mexicaine.
- 27 décembre : Ben Elias, mathématicien américain.

## Décès
- 20 mars : Ivan Vinogradov (né en 1891), mathématicien russe.
- 16 mai : Édouard Zeckendorf (né en 1901), médecin, officier de l'armée, et mathématicien belge.
- 12 juillet : Ernst G. Straus (né en 1922), mathématicien allemand puis américain.
- 24 juillet : Eberhard Hopf (né en 1902), mathématicien autrichien.
- 19 août : Octav Onicescu (né en 1892), mathématicien roumain.
- 14 septembre : William Boone (né en 1920), mathématicien américain.
- 23 septembre : Szolem Mandelbrojt (né en 1899), mathématicien français d'origine polonaise.
- 29 septembre : Roy George Douglas Allen (né en 1906), économiste, mathématicien et statisticien britannique.
- 16 octobre : Harish-Chandra (né en 1923), mathématicien indien.
- 20 octobre : Irene Sänger-Bredt (née en 1911), mathématicienne et physicienne allemande.
- 12 novembre : Maurice Janet (né en 1888), mathématicien français.
- 25 novembre : Charles Goulaouic (né en 1938), mathématicien français.